# Dermacentor marginatus
La garrapata del perro o garrapata de oveja (Dermacentor marginatus) es una especie de quelicerado ácaro, que se encuentra presente dentro de la familia Ixodidae.
Su nombre proviene del griego derma (‘piel’) y kentor (‘perforador’), es decir, ‘perforador de la piel’. Por otro lado, el término marginatus, que quiere decir ‘con bordes’, proviene de sus ornamentas características.
Esta especie fue descrita por primera vez por Johann Heinrich Sulzer en 1776, adoptando el nombre de Acarus marginatus. Posteriormente, fue recibiendo otras nomenclaturas, debido a la ascendente comprensión de la taxonomía de los ácaros.

## Descripción
Pese a que son arácnidos, presentan el prosoma y el opistosoma bien unidos entre sí, de forma que presentan el cuerpo dividido en gnatosoma (homólogo a la cabeza) e idiosoma.
El gnatosoma es de márgenes paralelos y base rectangular. En él se alojan unos ojos aplanados y vestigiales, que se sitúan en los márgenes y no tienen una función activa.
Otra estructura importante es su aparato bucal, el cual se encuentra conformado por tres estructuras: los pedipalpos, que están formados por cuatro artejos y actúa como estructura sensorial, los quelíceros y el hipostoma, estructura serrada que les permite perforar y anclarse a la piel del hospedador que parasitan. 
Del idiosoma salen los cuatro pares de patas formadas por seis artejos y que son relativamente cortas (a excepción del cuarto par en machos). La primera coxa presenta un gran espolón, que está redondeado por la región apical, mientras que los de la coxa II-IV son más reducidos. En cuanto al trocánter, sigue el mismo patrón que las coxas.

### Dimorfismo sexual
Esta especie presenta un marcado dimorfismo sexual. Esto es especialmente importante en cuanto a su tamaño, puesto que las hembras pueden alcanzar los 15 mm (si se encuentran bien alimentadas) y los machos rara vez superan los 5 mm.
Este dimorfismo también es observable en cuanto al tamaño de su escudo dorsal. En machos cubre todo el idiosoma y presenta un punteado plateado vago, pero ordenado, mientras que en hembras cubre principalmente la parte anterior que es más ancho en la zona ocular y tiene una coloración más homogénea.

## Reproducción y desarrollo
El ciclo vital de esta especie dura alrededor de 75-163 días.
Las larvas se alimentan por hematofagia sobre pequeños mamíferos, como roedores y conejos, que viven en madrigueras; mientras que los adultos lo hacen principalmente sobre grandes mamíferos, sobre todo artiodáctilos, como vacas, ovejas, cabras y raramente, humanos.
Se fijan en estos animales cuando pasan cerca de los tallos donde se posan las garrapatas, las cuales esperan sosteniendo el primer par de patas en el aire, las cuales están dotadas del órgano de Haller, con la función de detectar partículas en suspensión que desprenden sus posibles hospedadores, tales como el CO₂, el ácido láctico o el ácido nonanoico.
En cuanto al lugar donde se posan encima de los hospedadores tras encontrarlos, las larvas y ninfas se localizan en la zona facial y cefálica, mientras que los adultos tienden a estar en la espalda, la zona inguinal o la cefálica.
La garrapata clava sus quelíceros en la piel del animal al que parasita, produciendo lesiones y cortes para introducir más profundamente el hipostoma para fijarlo y evitar el desprendimiento. La garrapata pasará varios días alimentándose a base de la sangre de su hospedador. Esta ingesta permitirá a las hembras la puesta de huevos.
Cuando un macho y una hembra adultos se encuentran durante la primavera, en zonas septentrionales, o en otoño-invierno en zonas meridionales, se reproducen. La hembra pone cerca de 4.000 huevos y su incubación dura de 14 a 21 días. La larva se alimenta en 2 o más días.

## Hábitat y distribución
Es originario del Paleártico, región que comprende Europa, Asia, África septentrional y el norte de la península arábiga. Es especialmente abundante desde Portugal, pasando por el sur de Europa, hasta llegar a Irán, Kazajistán y las zonas montañosas del centro de Asia.
Esta es una especie termófila, es decir habita en zonas cálidas y secas, es por ello por lo que suelen habitar zonas abiertas, como las estepas, estepas alpinas, estepas boscosas o zonas semidesérticas. Puede ser encontrado desde el nivel del mar hasta los 1000 metros sobre el nivel del mar.
Debido a su preferencia de hábitat, es posible que en el futuro vea expandida su área de distribución a causa del efecto del cambio climático.

## Fenología
Las formas adultas se encuentran en mayor abundancia durante los meses de primavera y otoño. En la Europa Central, estas inician su ciclo parásito a finales de agosto y pueden continuar buscando hospedadores hasta el mayo o el junio del año siguiente, incluyendo los meses de invierno, mientras que las temperaturas no sean inferiores a los 7 y 9 °C.
Las larvas suelen estar activas durante los meses de verano.

## Relación con el ser humano
Esta garrapata raramente parasita a los seres humanos y sus picadas no suelen conllevar ningún riesgo que requiera tratamiento sanitario.
En ocasiones, como otros artrópodos ectoparásitos, las garrapatas pueden ser vectores de enfermedades que transmiten a través de la saliva. En humanos, las enfermedades más asociadas a D. marginatus son algunas como la tularemia y la enfermedad DEBONEL (Dermacentor-borne necrosis erythema lymphadenopathy) o TIBOLA (Tick-borne lymphadenopathy, del inglés, Linfadenopatía transmitida por garrapata), producida por bacterias del género Rickettsia.